# 財新メディア

財新メディア（Caixin Media）は、中国の経済誌『財経』のコアチームを前身とし、2009年に独立したメディア企業である。創設者の胡舒立氏は『財経』時代から調査報道で知られる人物である。

## 主な事業内容
- 『財新週刊』：週刊誌。中国の経済・金融・社会問題を深掘りし、他のメディアが扱わないテーマにも取り組む。
- 財新网（ウェブサイト）：日々更新されるニュース・分析・コラム。経済政策と市場動向に特化。
- データ＆リサーチ事業：独自研究チームによる業界分析・マクロ経済レポートを発信。一次情報を重視。

## 主な特徴
- 調査報道の強化：金融汚職や企業不正を暴露する記事が多く、訴訟に発展することも少なくない。[1]
- ハイエンド読者層：専門家・経営者・政策研究者向けの高深度コンテンツが中心。
- 有料会員制の先駆け：中国で早期に「ペイウォール」を導入。大半の記事は有料会員のみ全文閲覧可。[2]

収益構造は有料会員課金が主体で、広告依存度が低いため、広告主の影響を受けにくいとされる。報道姿勢としては、許容範囲内で権力監視的な報道を行う一方、政策的な「レッドライン」を意識した編集が確認される。総じて、財新は専門家層を対象とし、深度のあるコンテンツで自立性を保つ中国の専門メディアである。事実重視のクールなスタイルが特徴で、国内メディア環境において特異な存在と位置付けられる。